# Itasca County
Itasca County is een county in de Amerikaanse staat Minnesota.
De county heeft een landoppervlakte van 6.902 km² en telt 43.992 inwoners (volkstelling 2000). De hoofdplaats is Grand Rapids.